# Aaron Rodgers
Pour les articles homonymes, voir Rodgers.
(en) Statistiques sur pro-football-reference
Aaron Charles Rodgers, né le 2 décembre 1983 à Chico dans l'État de Californie aux États-Unis, est un sportif professionnel américain de football américain jouant au poste de quarterback dans la National Football League (NFL).
Rodgers a joué au niveau universitaire pendant deux saisons dans la NCAA Division I FBSpour les Golden Bears de l'Université de Californie à Berkeley , où il bat plusieurs records à sa position.
Il est sélectionné au premier tour de la draft 2005 de la NFL par la franchise des Packers de Green Bay où il joue pendant dix-huit saisons. Il est échangé aux Jets de New York en 2023. Cependant, après la saison 2024, les Jets annoncent vouloir se séparer de Rodgers pour la saison 2025. En juin 2025, Rodgers s'engage avec les Steelers de Pittsburgh.
Titulaire tardif, resté pendant ses trois premières saisons dans l'ombre de Brett Favre, il est souvent considéré comme l'un des meilleurs quarterback des années 2010. Il se démarque comme étant très précis dans ses passes tout en évitant les interceptions.
Il possède un palmarès imposant dont la victoire au Super Bowl XLV au terme duquel il est désigné meilleur joueur du match, les titres de meilleur joueur des saisons régulières 2011, 2014, 2020 et 2021 et ses neuf sélections au Pro Bowl. Il est aussi désigné sportif de l'année par l'Associated Press en 2011.
Il est ainsi souvent considéré comme l'un des meilleurs quarterback de tous les temps.

## Carrière universitaire

### Avant l'université
Aaron Charles Rodgers est né à Chico, en Californie, fils de Darla Leigh (née Pittman) et d'Edward Wesley Rodgers. Le père d'Aaron est un chiropracteur né au Texas qui a joué au football américain au poste d'offensive lineman pour les Wildcats de Chico State de 1973 à 1976,. Ses ancêtres sont d'origine anglaise, irlandaise et allemande,. La famille déménage à Ukiah, en Californie, où Aaron fréquente l'école primaire Oak Manor. Edward Rodgers joue au football avec ses fils Luke, Aaron et Jordan et leur dit de ne pas boire d'alcool ni de faire la fête à l'université, sinon ils se limiteraient en sport comme lui le faisait. Aaron prend ce conseil très à cœur. À l'âge de dix ans, il figure en première page du Ukiah Daily Journal pour sa performance exceptionnelle lors d'une compétition locale de lancer franc au basketball.
Plus tard, la famille déménage à Beaverton en Oregon, où Rodgers fréquente les écoles élémentaires Vose et Whitford Middle School, où il joue au baseball dans la Raleigh Hills Little League aux postes de shortstop, center field and pitcher.
Aaron Rodgers commence à jouer au football américain à la Pleasant Valley High School de Chico. Malgré de bons résultats durant ses deux années avec son lycée, le profil d'Aaron n’intéresse que peu les universités. Rodgers souhaite intégrer l'université de Florida State pour y jouer sous les ordres de l'entraîneur principal Bobby Bowden, mais il n'est pas accepté. Il ne reçoit qu'une seule offre de la part du Fighting Illini de l'Illinois, mais sans bourse d'études, il refuse l'invitation et envisage de quitter le football américain pour étudier le droit,.

### Butte Community College (2002)
Rodgers est finalement recruté par un Community College, le Butte Community College d'Oroville situé à seulement 25 km de Chico.
Rodgers totalise 26 touchdowns lors de sa première saison, menant son école à un bilan de 10-1, au sein de la conférence NorCal et au deuxième rang national. Il est repéré par l’entraîneur principal de l’équipe des Golden Bears de la Californie, Jeff Tedford, qui venait observer un autre joueur. Tedford est surpris d'apprendre que Rodgers n'a pas été recruté plus tôt par d'autres universités. En raison de bons résultats scolaires, Aaron Rodgers est éligible pour un transfert après seulement une année au lieu de deux.

### Golden Bears de la Californie (2003-2004)
Transféré en tant que junior, Rodgers dispose encore de trois années d'éligibilité. Il est désigné quarterback titulaire lors du cinquième match de la saison 2003 et joue contre Illinois, la seule équipe qui lui a offert une occasion de jouer en NCAA Division I FBS à la sortie du lycée. En deuxième année (sophomore), toujours titulaire, il aide les Golden Bears à enregistrer un bilan positif de 7 victoires pour 3 défaites,.
Lors du deuxième match où il est titulaire, Rodgers permet à son équipe de mener 21 à 7 à la mi-temps contre USC avant d'être remplacé en seconde mi-temps par Reggie Robertson à la suite d'une blessure,. Les Golden Bears gagnent 34 à 31 en troisième prolongation,. Rodgers gagne ensuite 394 yards à la passe et est désigné MVP de l'Insight Bowl joué contre Virginia Tech,.
En 2003, Rodgers égale le record de la saison du nombre de matchs avec un gain de plus de 300 yards (5) et établit le record du plus faible pourcentage de passes interceptées sur une saison (1,43%).
En tant que junior, Rodgers mène Cal à un bilan de 10-1 ce qui classe son université dans le top 5 en fin de saison régulière, n'ayant concédé qu'une défaite (17-23) contre les Trojans de l'USC classés no 1 du pays. Durant ce match, Rodgers établit divers records universitaires :
- 26 passes consécutives réussies ;
- 23 passes consécutives réussies sur un match (record NCAA égalé) ;
- record de pourcentage de passes réussies en un seul match (85,3%) ;
- record en carrière de l'université de Californie pour le plus faible pourcentage de passes interceptées (1,95%)[25].

Rodgers met les Golden Bears en position de 1re tentative de touchdown alors qu'il ne reste que 1 minute et 47 secondes de jeu. L'équipe peut remporter le match si elle inscrit un touchdown. Rodgers commence par une passe incomplète et il subit un sack de Manuel Wright lors de la deuxième tentative. Après un temps mort, Rodgers lance une passe incomplète en troisième tentative. USC arrête une course de Cal sur l'action suivante et remporte le match. Rodgers déclare qu'il est « frustrant de ne pas avoir réussi à faire le travail ». Au total, il termine la saison 2004 avec 2544 yards, 24 touchdowns et 8 interceptions. Son pourcentage de réussite à la passe de 66,1% est le meilleur de la conférence Pac-10,.
Après la sélection des Longhorns du Texas pour participer au Rose Bowl, les Golden Bears, classés quatrième équipe du pays, sont invités à disputer l'Holiday Bowl qu'ils perdent 31 à 45 contre les Red Raiders de Texas Tech. Rodgers décide ensuite de renoncer à sa saison senior pour se présenter à la draft 2005 de la NFL.

### Statistiques de sa carrière universitaire
| Année  | Équipe                        | Statut | MJ |         | Passes   | Passes | Passes | Passes | Passes | Passes | Passes  |       | Courses | Courses | Courses | Courses |
| Année  | Équipe                        | Statut | MJ | Tentées | Réussies | Pct.   | Yards  | TD     | Int.   | Éval.  | Tentées | Yards | Moy.    | TD      |         |         |
| 2003   | Golden Bears de la Californie | So.    | 13 | 349     | 215      | 61,6   | 2 903  | 19     | 5      | 146,6  | 86      | 210   | 2,4     | 5       |         |         |
| 2004   | Golden Bears de la Californie | Jr.    | 12 | 316     | 209      | 66,1   | 2 566  | 24     | 8      | 154,3  | 74      | 126   | 1,7     | 3       |         |         |
| Totaux | Totaux                        | Totaux | 25 | 665     | 424      | 63,8   | 5 469  | 43     | 13     | 150.3  | 160     | 336   | 2,1     | 8       |         |         |

### Récompenses
- 2003 : Meilleur joueur offensif de l'Insight Bowl[33] ;
- 2004 : Mention honorable All-America décernée par Sports Illustrated[34].

## Carrière professionnelle

### Draft
Avant la draft 2005 de la NFL, les spécialistes voient Rodgers être sélectionné rapidement, d'autant plus que les 49ers ont le premier choix. Aaron a grandi dans leur région et San Francisco est son équipe de cœur. Cependant, Rodgers « tombe » dans la draft et il est finalement choisi en 24e choix par la franchise des Packers de Green Bay de Brett Favre. Aaron est le second quarterback choisi lors de cette draft après Alex Smith sélectionné en tout premier par les 49ers. Les besoins des franchises entre le 2e et le 23e choix ne sont pas un joueur évoluant au poste de quarterback ce qui explique en partie cette sélection tardive,.
Rodgers est l'un des six quarterbacks dirigés par Jeff Tedford à être recrutés lors du premier tour d'une draft dans la NFL, rejoignant Trent Dilfer, Akili Smith, David Carr, Joey Harrington et Kyle Boller.
Il est invité au NFL Scouting Combine et réalise les performances suivantes :
| Taille             | Poids           | Bras            | Main            | Sprint 40 yd | aux 10 yd | aux 20 yd | Shuttle 20 yd | Drill 3 cone | Détente verticale | Détente horizontale | Développé couché | Test Wonderlic |
| ------------------ | --------------- | --------------- | --------------- | ------------ | --------- | --------- | ------------- | ------------ | ----------------- | ------------------- | ---------------- | -------------- |
| 6 ft 2 in (1,88 m) | 223 lb (101 kg) | 32,25 in 0,82 m | 10,13 in 0,26 m | 4,75 s       | 2,79 s    | 1,71 s    | -             | 7,38 s       | 34,5 in (0,88 m)  | 9 ft 2 in (2,79 m)  | -                | 39             |

### Packers de Green Bay

#### 2005-2007: remplaçant

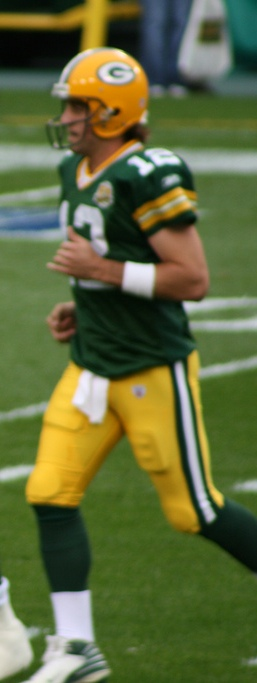
Rodgers en septembre 2007.

En août 2005, Rodgers accepte de signer un contrat d’une valeur de 7,7 millions de dollars portant sur cinq ans et comprenant 5,4 millions de dollars garantis (le montant pouvant monter jusqu'à 24,5 millions de dollars en fonction des divers incitants et indexations possibles).
Rodgers passe sa saison rookie avec les Packers en tant que quarterback suppléant de Brett Favre. Il reçoit sa première sélection lors du match préparatoire d'ouverture contre les Chargers de San Diego en remplaçant Favre. Il doit composer avec une radio défectueuse dans son casque et commet deux pénalités offensives. Pour son premier match en NFL, Rodgers complète deux passes sur sept et est intercepté à deux reprises. Il continue de se battre pendant l'inter saison. Lors du dernier match d'avant saison, il convertit deux troisièmes downs et réussit une passe de touchdown au tight end Ben Steele contre les Titans du Tennessee.
En saison régulière, Rodgers ne joue que très peu. Il entre contre les Saints de La Nouvelle-Orléans lors du quatrième quart temps (victoire 52–3) et réussit sa première passe en carrière vers le fullback Vonta Leach. Le 19 décembre 2005, Rodgers entre en jeu lors du match contre les Ravens de Baltimore en fin de troisième quart temps (défaite de 48-3). Il complète huit passes sur 15 pour 65 yards et une interception. Rodgers effectue un autre jeu en fin de saison contre les Seahawks de Seattle, mettant un genou à terre pour terminer le match.
Même si Rodgers joue très peu pendant sa saison rookie, il dirige l'équipe des réservistes lors des entraînements. Son travail consiste à imiter les tactiques de ses adversaires pour habituer la défense de Green Bay au match de la semaine suivante. Rodgers déclare que cela est essentiel à son succès. La défense et les réservistes se plaignent souvent qu'il s'entraîne trop et lui demandent à un moment de ralentir le rythme. Il déclare à ce sujet qu'il avait probablement « frotté les gens de la mauvaise façon » avec la dureté de son entraînement.
Après la saison rookie de Rodgers, l'entraîneur principal Mike Sherman est renvoyé et remplacé par Mike McCarthy,. Rodgers est placé dans « l'école des quarterbacks » de McCarthy où il évolue six heures par jour, plusieurs fois par semaine. Il s'agit de travailler sur les habiletés motrices de Rodgers, telles que la coordination œil-main, la dextérité digitale et la mécanique. McCarthy travaille et déplace le point de relâchement de Rodgers, et plutôt que de le situer devant le trou d'oreille de son casque, il le place plus en avant afin de lâcher le ballon plus facilement. Rodgers doit également réduire son taux de graisse corporelle de 15 à 12%. Il résiste aux changements au début, mais déclare plus tard qu'il pense qu'ils sont pour un mieux. Rodgers réalise 62,7% de ses passes avec sept interceptions lors des matchs d'entraînement à 11 contre 11. McCarthy déclare à son sujet : « Il est meilleur. Vous êtes en train de regarder un type qui va mûrir. Il a une habileté athlétique que les gens n'ont pas encore pas vue ».
Favre ne fréquente pas l'école des quarterbacks de la nouvelle équipe d'entraîneurs et ne connaît donc pas la terminologie du nouveau système. C'est ici que l'amitié entre Rodgers et Favre commence à se former, lorsque Rodgers explique à Favre quels termes dans le système Sherman correspondent à ceux du nouveau système McCarthy. Lorsque l'avant saison commence, Rodgers est réserviste pour les quatre matchs. Il réalise 22/38 passes pour un gain de 323 yards et trois touchdowns.
Rodgers dispute très peu de matchs en 2006, mais le 2 octobre, il doit remplacer Favre blessé. Rodgers réussit deux passes sur trois pour un gain de 13 yards. Le 19 novembre 2006, Rodgers se fracture le pied gauche en affrontant les Patriots de la Nouvelle-Angleterre (défaite 35-0 à domicile), ce qui met un terme à sa saison. Il se remet complètement et est prêt pour le début de la saison 2007. Avec Tom Clements, entraîneur des quarterbacks, Rodgers passe en revue toutes les rencontres de la saison précédente, apprenant à lire les couvertures défensives et à démarquer les receveurs. Rodgers participe également aux camps d'entraînements du printemps avec la première équipe des Packers.
Cependant, quelques semaines après une interview émouvante effectuée par Andrea Kremer (en) sur NBC et après la victoire de son équipe à Chicago, Favre annonce qu'il continue avec les Packers pour la saison 2007 ce qui reporte l'accession de Rodgers comme titulaire au poste de quarterback. Avant la saison 2007, des rumeurs parlent d'un possible échange de Rodgers contre le wide receiver Randy Moss des Raiders d'Oakland. Moss est cependant échangé aux Patriots de la Nouvelle-Angleterre le deuxième jour de la draft 2007 de la NFL et Rodgers reste à Green Bay.
Le 29 novembre 2007, Rodgers entre au jeu lorsque Favre se blesse dans le deuxième quart temps lors du Thursday Night Football joué contre les Cowboys de Dallas. Il complète 18 passes pour un gain de 201 yards sans aucune interception. Il réussit également sa première passe de touchdown, mais subit trois sacks. Mené de 17 points, Rodgers réduit le déficit à 3 points mais les Cowboys gagnent finalement la match 37–27.

#### Titulaire et montée en puissance (2008-2009)

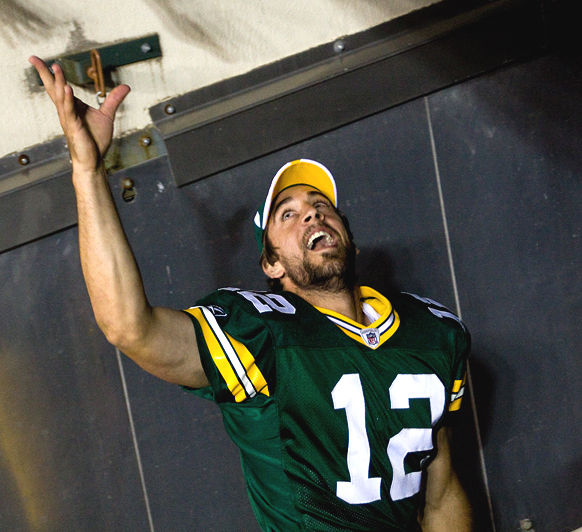
Rodgers en 2008.

L'annonce de la retraite de Brett Favre le 4 mars 2008 permet à Rodgers d'obtenir le poste de quarterback titulaire des Packers pour la saison 2008. Bien que Favre décide ensuite de sortir de sa retraite, il n'est plus conservé par les Packers et est envoyé aux Jets de New York.
Rodgers prouve rapidement qu'il est un des meilleurs quarterbacks de la ligue en réussissant 4 038 yards lors de sa première saison, inscrivant 28 touchdowns à la passe pour 13 interceptions, ce qui constitue à ce moment sa meilleure performance en carrière. En match inaugural de la saison, les Packers battent les Vikings du Minnesota 24 à 19 au Lambeau Field. C'est la première fois depuis 1992 qu'un quarterback autre que Favre commence un match de saison régulière pour les Packers. Rodgers termine la rencontre avec 178 yards et deux touchdowns (un à la passe, l'autre à la course). Lors de son deuxième match, Rodgers est élu vainqueur du FedEx Air Award après avoir gagné 328 yards et inscrit trois touchdowns à la passe lors de la victoire contre les Lions de Détroit.
En quatrième semaine, la série de 157 tentatives de passes consécutives sans interception de Rodgers prend fin lorsqu'il est intercepté par Derrick Brooks des Buccaneers de Tampa Bay. Cette série est la troisième plus longue de l'histoire de la franchise derrière Bart Starr (294) et Brett Favre (163). Lors de ce match, Rodgers subit une grave entorse à l'épaule mais il continue à jouer prouvant qu'il a beaucoup d'endurance. Malgré ces premiers succès, Rodgers n'arrive pas à gagner de match serré au cours de la saison malgré sept occasions de le faire,.
Le 31 octobre 2008, Rodgers signe une prolongation de contrat de 65 millions de dollars sur six ans (jusqu'à la saison 2014),. Lors de la première saison complète avec Rodgers, les Packers terminent un bilan négatif de 6-10 et manquent la phase finale.
En match d'ouverture de la saison 2009, Rodgers enregistre sa première victoire après avoir été mené au score. Les Packers sont menés en début du quatrième quart temps lorsque Rodgers réussit une passe de touchdown de 50 yards vers le wide receiver Greg Jennings alors qu'il ne reste environ qu'une minute de jeu, ce qui permet à son équipe de remporter le match 21 à 15 contre les Bears de Chicago.
Rodgers est désigné meilleur joueur offensif de la NFC pour le mois d'octobre 2009 après avoir gagné 988 yards à la passe (réussite de 74,5%) et obtenu une évaluation QB de plus 110 lors des trois matchs joués au cours de ce mois.
Après un bilan provisoire de 4-4 et une défaite contre les Buccaneers de Tampa Bay (leur première victoire de la saison), l'équipe va se reprendre, Rodgers les conduisant à la victoire lors de cinq rencontres consécutives. Il y totalise 1 324 yards, 9 touchdowns pour seulement 2 interceptions. Rodgers et les Packers remportent deux de leurs trois derniers matchs terminant la deuxième moitié de la saison avec un bilan de 7-1. La saison régulière est conclue avec un bilan global de 11-5 et les Packers se qualifient pour la série éliminatoire, où ils sont classés cinquième tête de série,.
Les Packers établissent un nouveau record de franchise en marquant 461 points en saison régulière (troisième de la ligue), battant le record précédent détenu par l'équipe du Super Bowl en 1996 (456),. Rodgers entre également au livre des records, devenant le premier quarterback de l'histoire de la NFL à franchir 4 000 yards au cours des deux premières saisons régulières de sa carrière. Il termine quatrième de la saison régulière au nombre de yards gagnés à la passe (4 434), au nombre de passes de touchdown (30), à l'évaluation de quarterback (103,2) et au nombre de yards gagnés en moyenne par passe (8,2). Il se classe également huitième au pourcentage de passes réussies (64,7%), tout en terminant deuxième des quarterbacks au nombre de yards gagnés à la course (316). Ses passes font de lui le deuxième recordman de l'histoire des Packers, derrière Lynn Dickey. Son évaluation quarterback de 103,2 est également la troisième plus haute de l’histoire de l’équipe à l’époque, derrière les évaluations de Bart Starr de 105.0 en 1966 et de 104.3 en 1968 (statistique établie sur un minimum 150 passes tentées).
Dans le match de wild-card (tour préliminaire), les Packers affrontent les Cardinals de l’Arizona qu’ils ont battus 33 à 7 la semaine précédente en saison régulière. Les quarterbacks, Rodgers et Kurt Warner réalisent une performance de haut niveau puisque le match se classera plus tard au deuxième rang des 10 meilleurs duels de quarterbacks de la NFL (NFL Network's Top 10 Quarterback Duels). La première passe de Rodgers est interceptée par Dominique Rodgers-Cromartie. Rodgers se reprend après cette erreur et termine le match avecun gain total de 423 yardse n complétant 28 de ses 42 passes (ont quatre passes de touchdown) En dépit des efforts offensifs de Rodgers, les Packers perdent le match en prolongation à la suite d'un fumble récupéré par les Cardinals lors d'un jeu controversé. Le ballon est retourné en touchdown par Karlos Dansby donnant la victoire 51–45 aux Cardinals. C'est le match de séries éliminatoires qui comptabilise le plus de points combinés marqués de l'histoire de la NFL.
En raison de ses performances en saison régulière, Rodgers est sélectionné pour son premier Pro Bowl comme troisième quarterback de la Conférence NFC, derrière Drew Brees et Brett Favre. Il devient cependant le titulaire de la NFC à ce poste, après que Favre se soit blessé et que Brees ne puisse y jouer vu sa participation au Super Bowl XLIV. Il termine le Pro Bowl avec 15 passes réussies sur 19, 197 yards gagnés et deux touchdowns inscrits, lors de la victoire 30-21 de la NFC,.

#### Vainqueur du Super Bowl XLV (2010)
En 2010, Rodgers mène les Packers à un départ de 2-0, mais perd ensuite trois de leurs quatre matchs suivant, y compris des défaites consécutives en prolongation. Ces deux défaites portent le bilan de Rodgers à 0–5 en matchs avec prolongations.
À la mi-saison, Rodgers a déjà lancé neuf interceptions, contre seulement sept au total de ses saisons précédentes, et est seizième de la ligue avec une évaluation de passeur de 85.3. Son jeu s'améliore toutefois jusqu'à la fin de la saison régulière, puisqu'il compte 16 touchdowns au total, et seulement deux interceptions, qu'il réussit 71,4% de ses passes et qu'il a un score de 122,0 en tant que passeur.
Lors de la semaine 13, lors d'une victoire de 34 à 16 sur les 49ers de San Francisco, Rodgers récolte 298 yards à la passe et trois touchdowns pour gagner son premier titre de NFC Offensive Player of the Week,. Durant la 14e semaine, il subit sa deuxième commotion de la saison et il est remplacé par Matt Flynn. Les Packers perdent le match 7–3 contre les Lions de Detroit. Contre les Patriots de la Nouvelle-Angleterre, la semaine suivante, Rodgers manque le match, mettant ainsi fin à sa série de 45 départs consécutifs, ce qui est, à égalité, la deuxième plus longue de l'histoire de l'équipe.
Après leur défaite contre les Patriots, les Packers se retrouvent à 8–6 et doivent gagner leurs deux derniers matchs de saison régulière pour se qualifier pour les playoffs. Rodgers augmente la performance de l'équipe; ils remportent leurs deux derniers matchs de saison régulière, l'un contre les Giants de New York, où Rodgers complète 25 de ses 37 passes pour 404 yards, avec quatre passes de touchdown et une note de passeur de 139,9. Il en est à son premier match en saison régulière de 400 yards à la passe. Pour ses efforts contre les Giants, il remporte son deuxième titre de Joueur offensif de la semaine de la NFC pour la saison 2010. Ils battent les Bears 10–3 lors du dernier match de la saison.
Rodgers est nommé FedEx Air NFL Player of the Year pour ses performances de passeur lors de la saison 2010.
Avec un bilan de 10–6, les Packers entrent dans les séries éliminatoires sous forme de wild card avec la sixième place. Au tour des wild card, ils battent les Eagles de Philadelphie, numéro 3 de la saison, 21 à 16. Dans le tour divisionnaire, Rodgers complète 31 de ses 36 tentatives de passe pour 366 yards et quatre touchdowns dans une victoire de 48 à 21 sur les numéros 1, les Falcons d'Atlanta. C'est le plus de points marqués dans l'histoire post-saison des Packers. Le 23 janvier 2011, Rodgers obtient un rating de 55,4 pour les Packers, qui battent les numéros 2 de la saison, les Bears de Chicago, 21–14 et remportent le championnat NFC.
Après avoir remporté le match de championnat NFC, les Packers gagnent un voyage au Super Bowl XLV, un match dans lequel ils gagnent 31 à 25 contre les Steelers de Pittsburgh. Dans le jeu, Rodgers complète 24 de ses 39 tentatives de passe pour 304 yards et trois touchdowns, et est nommé MVP du Super Bowl pour sa performance,.
Il est classé 11e par ses coéquipiers dans le Top 100 des joueurs de la NFL en 2011.

#### 1ertitre de MVP (2011)

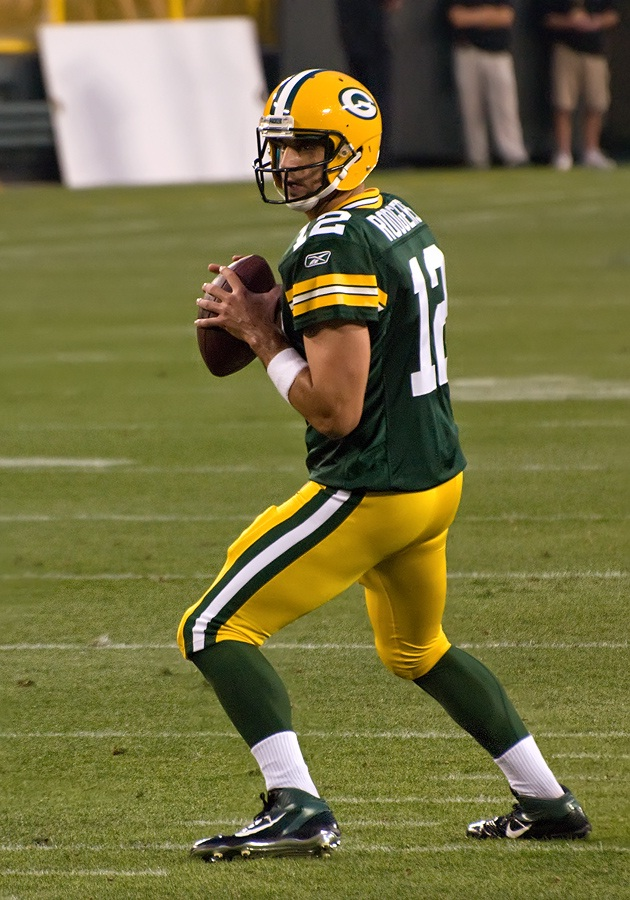
Aaron Rodgers en 2011.

En raison du lock-out de la NFL en 2011, les Packers et Rodgers ne planifient pas d'entraînements non officiels en dehors de la saison, bien que de nombreuses équipes le fassent. Rodgers et les Packers dissipent rapidement toute inquiétude quant à leur état de préparation en battant le champion du Super Bowl XLIV, les Saints de la Nouvelle-Orléans, qui ont programmé des séances d'entraînement en pré-saison, 42–34. Il a 312 yards à la passe et trois touchdowns pour mériter le titre de joueur offensif de la semaine de la NFC,. Après le match, Rodgers déclare lors de la conférence de presse: « J'allais me demander ce qui se serait passé si nous avions eu des séances d'entraînement en pré-saison. Je veux dire, aurions-nous pu commencer plus vite et marquer plus de points ce soir ? ».
En Semaine 4, lors de la victoire 49 à 23 sur les Broncos de Denver, Rodgers a 408 yards à la passe, quatre touchdowns et une interception pour conquérir un autre honneur de joueur offensif de la semaine de la NFC,. Au cours de la semaine 6, avec une victoire de 24–3 sur les Rams de Saint-Louis, Rodgers convertit une passe de touchdown de 93 yards (la plus longue de sa carrière) pour Jordy Nelson. Lors de la 9e semaine, gagnant 45 à 38 contre les Chargers de San Diego, il compte 247 yards à la passe et quatre touchdowns pour gagner son troisième honneur du joueur offensif de la semaine de la NFC pour la saison 2011,. Rodgers et les Packers ont débuté avec un bilan de 13-0 en 2011, égalant ainsi le record de la NFC pour le plus grand nombre de victoires consécutives, mais sont arrêtés par les Chiefs de Kansas City 19 à 14 lors de la 15e semaine, mettant fin à leur série de victoires de 19 matchs, la deuxième plus longue série de victoires dans l'histoire de la NFL,.
Rodgers termine la saison avec 4 643 yards, 45 passes de touchdown et six interceptions, ce qui lui donne un rating de 122,5, ce qui, en 2018, est le plus haut classement de passeurs d'une saison dans l'histoire de la NFL. Il remporte les trophées du joueur offensif du mois de la NFC pour septembre, octobre et novembre ce qui fait, avec sa nomination de décembre 2010, quatre fois de suite. Au cours de la quatrième semaine contre les Broncos de Denver, Rodgers est le seul quarterback de l'histoire de la NFL à enregistrer plus de 400 yards à la passe avec quatre passes de touchdown, tout en ayant deux touchdowns à la course dans le même match. Il est le vainqueur du Galloping Gobbler 2011 en tant que MVP du match de Thanksgiving opposant les Packers aux Lions de Detroit, une victoire de 27 à 15 à Green Bay, égalant un record de la NFL pour des matches consécutifs avec au moins deux passes de touchdown (13),.
Les Packers deviennent la cinquième équipe de l’histoire de la NFL à terminer la saison régulière avec une fiche de 15-1,. Rodgers joue dans 15 des 16 matches, à la seule exception de la semaine 17 contre les Lions de Detroit, où il est laissé au repos après que le club ait obtenu l'avantage du terrain pour les éliminatoires la semaine précédente. L'offensive des Packers établit un record de franchise pour les points marqués lors d'une saison avec 560 points, ce qui en 2018 est le troisième plus important derrière les Patriots de 2007 (589) et les Broncos de 2013 (606).
Rodgers établit de nombreux records de la NFL en 2011. Il enregistre une cote de passe de plus de 100,0 lors de treize matchs au cours de la saison, dont douze consécutifs (deux records), et une cote de passe de 110,0 ou plus lors de douze matchs, dont onze de rang (autre record). Rodgers remporte également le titre de MVP de la ligue avec 48 des 50 votes (les deux autres étant attribués à Drew Brees). Il termine également deuxième, derrière Brees, pour le titre de joueur offensif de l'année. La saison 2011 de Rodgers est classée plus tard comme la troisième plus grande saison de quarterback de tous les temps par ESPN en 2013, et est considérée comme la plus efficace.
Les Packers sont battus par le futur champion du Super Bowl XLVI, les Giants de New York lors de leur premier match éliminatoire par 37 à 20. Les receveurs des Packers lâchent six passes lors de la défaite et Rodgers termine la partie avec 264 yards à la passe, deux passes de touchdown et une interception lors de sa dernière tentative de passe. Les Packers de 2011 deviennent la seule équipe de l'histoire de la NFL à avoir un bilan de 15–1 sans gagner un seul match en séries éliminatoires, et la quatrième équipe consécutive à remporter au moins 15 matchs sans gagner le Super Bowl. Il est nommé au Pro Bowl pour sa saison 2011 et se voit attribuer un honneur de première équipe All-Pro,. Il est élu meilleur joueur de la ligue dans le Top 100 des joueurs de la NFL en 2012 par ses pairs dela NFL.

#### Au sommet de son art et2etitreMVP (2012-2014)
Rodgers et les Packers commencent la saison 2012 par une défaite 30 à 22 contre les 49ers de San Francisco. Rodgers perd ainsi un pari effectué avec le groupe de musique des Boyz II Men qui l'a forcé à porter un maillot d'Alex Smith lors des entraînement au cours de toute la semaine suivante. Si les Packers avaient remporté le match, les Boyz II Men auraient chanté l'hymne national lors du prochain match des Packers à domicile.
Lors de la victoire 28 à 27 sur les Saints de la Nouvelle-Orléans en 4e semaine, Rodgers gagne 319 yards à la passe, inscrit quatre touchdowns malgré une interception ce qui lui vaut d'être désigné meilleur joueur offensif de la semaine en NFC,. Au cours de la 6e semaine et la victoire 42 à 24 contre des Texans de Houston invaincus, il égale un record de franchise en réussissant six passes de touchdown, ce qui lui vaut à nouveau d'être désigné meilleur joueur offensif de la semaine en NFC,. Les Texans n'avaient concédé que six passes de touchdown depuis le début de saison. Les Packers enchaînent une série de cinq victoires consécutives, Rodgers réussissant 65,7% de ses passes pour deux interceptions, un gain cumulé de 1 320 yards, 17 touchdowns  et une évaluation quarterback de 119,1. Au cours de la 15e semaine, Rodgers totalise 291 yards et trois touchdowns lors de la victoire 21 à 13 des Packers sur les Bears de Chicago. Cette victoire permet aux Packers d'être champions de la division NFC North pour la deuxième année consécutive. Lors du dernier match de la saison, les Packers perdent 37 à 34 contre les Vikings du Minnesota bien que Rodgers ait réussi 28 passes sur 40 tentées, gagné 365 yards, inscrit quatre touchdowns sans interception et obtenu une évaluation de 131,8. Cela met fin à la série de douze victoires des Packers contre leurs rivaux de la NFC North.
Les Packers terminent avec un bilan positif de 11–5 et obtiennent la 3e tête de série de la NFC pour la série éliminatoire. Rodgers mène la ligue pour la deuxième année consécutive au niveau des évaluations du quarterback (108,0), du pourcentage de passes de touchdown (7,1%) et du rapport touchdowns/interceptions (4,875). Il finit également deuxième au nombre de passes de touchdown (39), troisième au pourcentage de passes réussies (62,2 %), cinquième à la moyenne de yards gagnés par passe (7,78) et huitième au nombre de yards à la passes (4 295).
En série éliminatoire, les Packers battent les Vikings 24 à 10 lors du match de wild card, mais sont ensuite battus 45 à 31 par les 49ers de San Francisco. Rodgers est sélectionné pour son troisième Pro Bowl à la suite de ses performances lors de la saison 2012. Il est classé no 6 par ses pairs dans le Top 100 des meilleurs joueurs de la saison 2012.
Le 26 avril 2013, les Packers et Rodgers conviennent d'une prolongation de contrat pour une durée de cinq ans et un montant de 110 millions de dollars, faisant de lui, à l'époque, le joueur le mieux payé de l'histoire de la NFL.
Les Packers commencent leur saison 2013 contre les 49ers de San Francisco, champions en titre de la NFC, équipe qui les avait éliminés lors de la phase finale de la saison précédente. Rodgers réussit 21 de ses 37 passes, gagne 333 yards, inscrit trois touchdowns malgré une interception et la défaite 34 à 28. La semaine suivante lors de la victoire à domicile contre les Redskins de Washington, Rodgers totalise un gain 480 yards à la passe, un sommet en carrière, qui égale le record de la franchise. Il est désigné meilleur joueur offensif de la semaine en NFC. Ses 335 yards en première mi-temps établissent un record de sa franchse. Il devient également le premier quarterback depuis Y. A. Tittle en 1962 à gagner à la passe au moins 480 yards, quatre touchdowns sans interception lors d'un match. La semaine suivante, Rodgers voit son record NFL de 41 matchs consécutifs sans interceptions multiples (+ d'une interception) se terminer lors d'une défaite de 30 à 34 contre les Bengals de Cincinnati.
Après la défaite face aux Bengals, les Packers remportent les quatre matchs suivants. Contre les Ravens de Baltimore, les Packers perdent deux receveurs: Randall Cobb à la suite d'une jambe cassée et James Jones à la suite d'une entorse des ligaments croisés. Contre les Browns de Cleveland, Jermichael Finley se blesse à la colonne vertébrale, laissant Rodgers sans trois de ses quatre armes offensives. La semaine suivante, Rodgers réussit 24 de ses 29 passes lors de la victoire 44 à 31 contre les Vikings du Minnesota.
À domicile contre les Bears en 9e semaine, Rodgers subit un sack effectué par Shea McClellin provoquant une fracture de sa clavicule gauche. La spéculation concernant la durée de son absence varie de quelques semaines à un calendrier indéfini et la question de son retour devient un spectacle hebdomadaire,,. Avant cette blessure, les Packers avaient gagné quatre matchs consécutifs et menaient la division NFC North avec un bilan de 5-2. Sans Rodgers, les Packers perdent les cinq matchs suivants pour un bilan provisoire de 5 victoires, 6 défaites et 1 nul. Avec le renfort en décembre du quarterback de Matt Flynn, les Packers arrivent à un bilan de 7–7–1 avant la dernière semaine de la saison. Le jeudi 26 décembre, l'entraîneur principal des Packers, Mike McCarthy, annonce que Rodgers sera de retour et qu'il participera au match contre les Bears de Chicago au stade Soldier Field déterminant pour le titre de la division NFC North. À son retour de blessure, Rodgers gagne 318 yards et inscrit deux touchdowns pour deux interceptions. Perdant 27 à 28 avec moins d'une minute à jouer et en 4e tentative (4e et 8 yards) sur la ligne des 48 yards, Rodgers passe à Randall Cobb (jouant aussi son premier match depuis sa fracture de la jambe en 6e semaine) pour un touchdown gagnant qui donne le titre de la division et leur permet de jouer leur premier match de série éliminatoire à domicile. Rodgers remporte le prix 2013 Never Say Never de GMC pour cette passe de touchdown. Avec un bilan de 8–7–1, les Packers sont opposés à l'équipe qui les a éliminés l'an dernier lors du tour de division, les 49ers de San Francisco. Pour une quatrième fois de rang, ils perdent contre les 49ers (20 à 23) et ce à la suite d'un field goal inscrit à la dernière seconde. Rodgers y totalise un maigre gain de 177 yards, son score le plus bas en match éliminatoire, et une passe de touchdown. Il est classé no 11 par ses pairs dans le Top 100 des meilleurs joueurs de la saison 2013.
Les Packers commencent la saison 2014 par une défaite 16 à 36 contre les Seahawks, vainqueurs du Super Bowl XLVIII. En 2e semaine, l’équipe, bien que menée 3 à 21 par les Jets, revient et gagne le match 31 à 24. La remontée de 18 points est la plus importante de la carrière de Rodgers. Les Lions gagnent 19 à 7 la semaine suivante. Les 7 points représentent le plus petit nombre de points inscrits par les Packers avec Rodgers. Les 223 yards inscrits lors de ce match par l'attaque des Packers sont le plus petit nombre de yards gagnés depuis que Rodgers en a été désigné quarterback et ses 162 yards gagnés à la passe sont également le plus petit nombre de yards gagné en un match de sa carrière. Pour la troisième saison consécutive, les Packers commencent la saison avec un bilan provisoire de 1–2. Après ces trois matchs, Rodgers n'a inscrit que cinq touchdowns et présente une évaluation de 95,1. Malgré l'inquiétude générale, Rodgers déclare aux fans et aux médias : « R-E-L-A-X. Détendez-vous. Nous allons nous en sortir. ».
Et effectivement, les Packers gagent les quatre matchs suivants au cours desquelles, Rodgers réussit 13 passes de touchdown sans interception. Au cours de la 4e semaine, victoire de 38 à 17 sur les Bears, il gagne 302 yards et inscrit quatre touchdowns ce qui lui vaut d'être désigné meilleur joueur offensif de la semaine en NFC,. Au cours de la 6e semaine contre les Dolphins, Rodgers mène les Packers à la victoire en moins de deux minutes. Il réussit une 4e tentative et 10 yards à la suite d'une passe au wide receiver Jordy Nelson. Il imite ensuite le célèbre fake spike de Dan Marino en effectuant une passe au wide receiver Davante Adams qui amène les Packers à moins de quatre yards de la zone d'en-but. Rodgers réussit ensuite une passe de touchdown vers le tight end Andrew Quarless pour remporter le match 27 à 24. Ce jeu remportera par la suite le prix GMC Never Say Never Moment of the Year. En 7e semaine, lors de la victoire 38 à 17 sur les Panthers, il gagne 255 yards à la passe et inscrit trois touchdowns pour mériter le titre de meilleur joueur offensif de la semaine en NFC,.
Lors de la défaite de la 8e semaine contre les Saints, Rodgers réussit 28 passes sur 39 pour 418 yards, avec une passe de touchdown pour deux interceptions, mettant ainsi fin à ses 212 passes tentées consécutives sans interception, la deuxième série la plus longue de l'histoire de la franchise. Lors du match, Rodgers se blesse à la cuisse, ce qui a semblé avoir une incidence sur son jeu. En 10e semaine contre les Bears, Rodgers devient le deuxième joueur de l'histoire de la NFL et le premier depuis Daryle Lamonica en 1969 à effectuer six passes de touchdown au cours de la première mi-temps. Rodgers réussit 18 de ses 27 passes pour un total de 315 yards et six touchdowns, bien qu'il n'ait joué qu'un seul drive en deuxième mi-temps. Il se voit décerner le titre NFC de meilleur joueur offensif de la semaine,. Rodgers devient aussi le premier quarterback à avoir inscrit 10 touchdowns à la passe en une saisonc ontre la même équipe.
La semaine suivante contre les Eagles (victoire 53 à 20), Rodgers établit le record du plus grand nombre de tentatives de passes consécutives à domicile sans interception, battant ainsi le record de Tom Brady de 288 tentatives consécutives. Il termine le match avec 22 passes réussies sur 36, 341 yards, trois passes de touchdown et aucune interception. Les Packers battent 26 à 21 les Patriots en 13e semaine au Lambeau Field pour la première confrontation entre les deux quarterbacks avec le statut de titulaires. Rodgers termine avec 24 passes réussies sur 38, 368 yards et deux touchdowns à la passe. Rodgers souffre d'une blessure au mollet en 16e semaine contre les Buccaneers et présente une grave déshydratation ainsi que des symptômes pseudo-grippaux au cours de la semaine.
Lors du match de la 17e semaine contre les Lions, Rodgers se reblesse au mollet gauche en effectuant une passe de touchdown à Randall Cobb. Il est ensuite sorti du terrain et soigné dans les vestiaires. Après avoir raté un drive de son équipe, Rodgers reprend le jeu, les équipes étant à égalité 14-14. Malgré une mobilité moindre, Rodgers complète 13 de ses 15 passes pour un gain de 129 yards contre la deuxième défense de la ligue. Les Packers gagnent 30 à 20, remportant leur quatrième titre consécutif de la division NFC North. Rodgers réussit 17 de ses 22 passes pour un gain de 226 yards, deux touchdowns à la passe, aucune interception, un touchdown à la course et obtient une évaluation quarterback de 139,6 ce qui lui vaut son quatrième titre de meilleur joueur offensif de la semaine en NFC au cours de la saison 2014,.
Les Packers assurent la deuxième tête de série de la NFC pour la série éliminatoire, leur accordant ainsi une semaine de congé, qui Rodgers met à profit pour se reposer et soigner son mollet gauche blessé. Lors du match du tour de division, les Packers doivent affronter les Cowboys de Dallas, une première dans l’histoire des séries éliminatoires de la NFL puisqu'une équipe invaincue à domicile (Packers) affronte une équipe invaincue à l'extérieur (Cowboys). Rodgers permet la victoire des Packers 26 à 21 en réussissant 24 passes sur 35 pour un gain de 316 yards, trois touchdowns, aucune interception et une valuation de 125,4. Les Packers se rendent ensuite à Seattle pour affronter les Seahawks, mieux classés. Les Packers mènent 19 à 7 avec un peu plus de cinq minutes à jouer, mais l'attaque de l'équipe à domicile se réveille pour mener 22 à 19 à la suite d'une erreur des équipes spéciales des Packers sur un onside kick alors qu'il reste 44 secondes de jeu. Rodgers gagne rapidement du terrain ce qui permet à son équipe d'inscrire un field goal égalisateur. Les Seahawks remporter le tirage au sort et inscrivent sur leur premier drive le touchdown qui leur donne la victoire, sans que Rodgers ne puisse monter sur le terrain.
Rodgers, avec 21 votes en sa faveur, est élu MVP la saison 2014. Il est désigné meilleur joueur offensif de l'année en NFC par le Kansas City Committee of 101 et Fed-Ex Air NFL Player of the Year. Il est également sélectionné par l'Associated Presse dans l'équipe All-Pro en tant que premier quarterback, ayant obtenu 44 votes, le deuxième, Tony Romo, n'en ayant reçu que trois. Sélectionné à nouveau pour le Pro Bowl, il est de plus classé deuxième par ses pairs dans le Top 100 des meilleurs joueurs de la saison 2014.

#### Blessures et passage à vide (2015-2017)
En 2015, Rodgers connaît une année difficile. Il ne gagne que 3 821 yards bien qu'il ait joué au moins 15 matchs, inscrit 31 touchdowns et se fait intercepter à  8 reprises. Rodgers ne complète que 60,7% de ses passes, n'affiche qu'une moyenne de 6,7 yards  par passe et termine avec une évaluation de quarterback de 92,7 soit les statistiques les plus basses de sa carrière. L'absence pour cause de blessure du wide receiver pro bowler, Jordy Nelson, est considérée comme un facteur ayant contribué à cette diminution de statistiques par rapport aux saisons précédentes,.

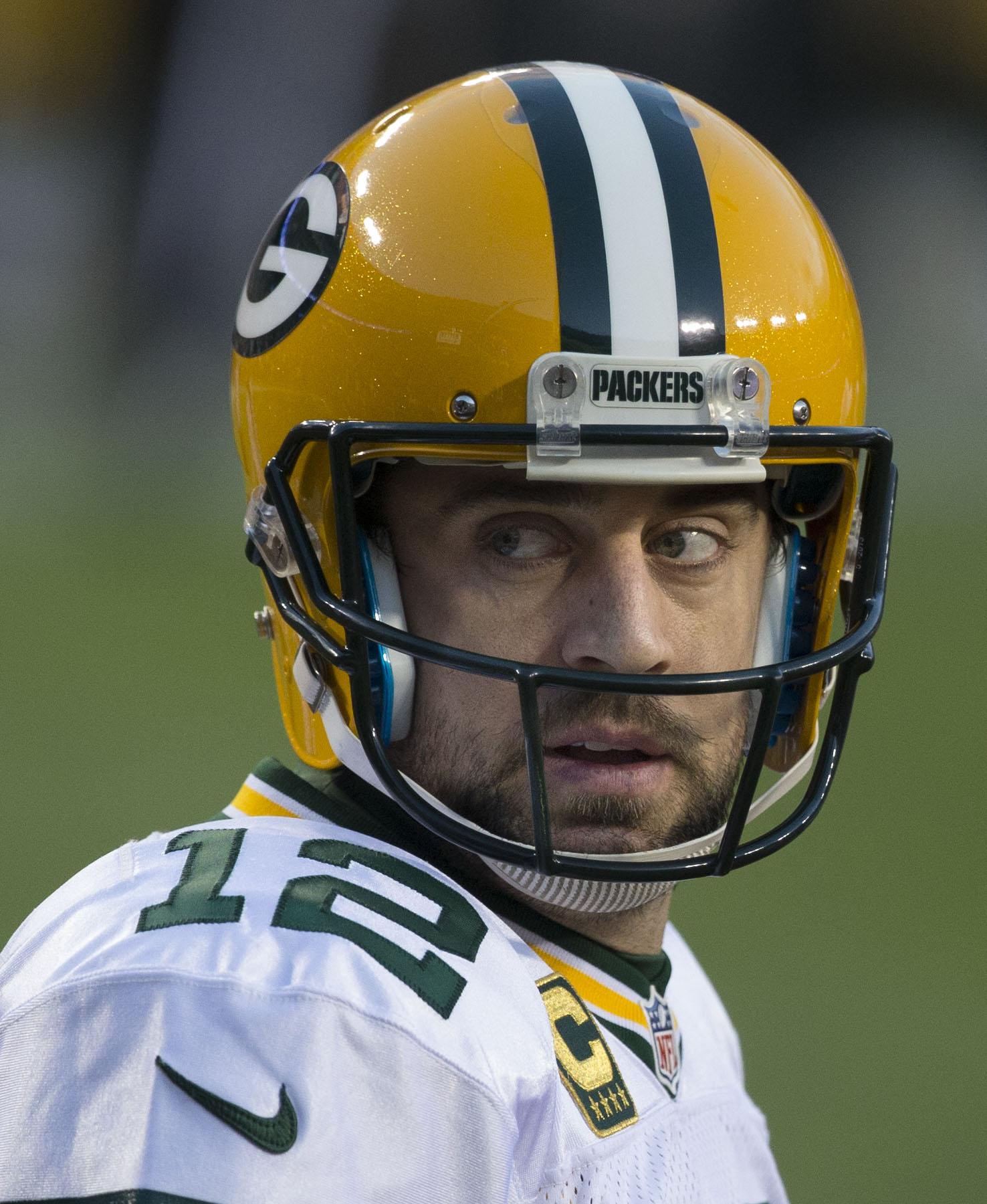
Rodgers pendant la série éiminatoire en 2015.

En 3e semaine lors de la victoire 38 à 28 contre les Chiefs de Kansas City, Rodgers gagne 333 yards et inscrit cinq touchdowns à la passe ce qui lui vaut le titre de meilleur joueur offensif de la semaine en NFC,. Au cours de la semaine 9 contre les Panthers de la Caroline, il termine avec un total de 369 yards, quatre touchdowns et une interception. Celle-ci se produit avec seulement 1'47 à jouer dans le 4e quart temps. Rodgers exprime sa frustration en jetant par terre une tablette Microsoft Surface. Les Packers finissent par perdre le match 29 à 37.
Le 3 décembre 2015, lors du match de la 13e semaine contre les Lions de Detroit, Rodgers tente une passe dite Hail Mary de 61 yards. Le ballon est  réceptionné par Richard Rodgers alors que le temps de jeu s'est écoulé, ce qui donne la victoire aux Packers sur le score de 27 à 23. Ce jeu est rapidement surnommé «The Miracle in Motown»,.
Les Packers se qualifient pour la série éliminatoire en tant que cinquième de la NFC avec un bilan positif de 10–6. Ils battent les Redskins de Washington 35 à 18 lors du tour de wild card. En tour de division contre les Cardinals de l'Arizona, Rodgers lance une passe de touchdown de 41 yards à Jeff Janis à la fin du temps imparti permettant au match d'aller en prolongation. Les Packers perdent néanmoins le match 26 à 20. Rodgers est sélectionné pour participer à son cinquième Pro Bowl et est classé 6e par ses pairs dans le Top 100 des meilleurs joueurs de la saison 2015.
Les problèmes rencontrés par Rodgers lors de la saison 2015 semblent perdurer lors des cinq premiers matchs de la saison 2016. En effet, il n'obtient que des statistiques similaire à celles de la saison précédente au terme de ces matchs, ne réussissant que 60,2% de ses passes, n'affichant qu'une moyenne de 6,5 yards par passe et n'obtenant qu'une évaluation de quarterback de 88,4. Il commet également cinq fumbles dont deux perdus. Ces performance assez ternes provoquent beaucoup de spéculations quant à leurs causes,,,.
En 7e semaine, lors de la victoire 26 à 10 contre les Bears de Chicago à l'occasion du Thursday Night Football, Rodgers redevient performant puisqu'il réussit 39 de ses passes, battant le précédent record de 36 passes détenu par Brett Favre en 1993 réalisé également  contre les Bears. Rodgers effectue également son premier match à plus de 300 yards depuis la 10e semaine de la saison 2015. La semaine suivante contre les Falcons d’Atlanta, il inscrit quatre touchdowns, obtient une évaluation quarterback de 125.5  et, en gagnant 60 yards à la course, enregistre un record en carrière en saison régulière.
Après une défaite contre les Redskins de Washington lors de la 11e semaine, la quatrième consécutive, les Packers se retrouvent avec un bilan de 4-6. Rodgers reste néanmoins  optimiste quant au reste de la saison et déclare : « Je sens que nous pouvons le faire. Je le sens vraiment. ». En dépit des doutes concernant la réalisation d’une telle série,,, les Packers terminent la saison avec six victoires consécutives, comme l’avait prédit Rodgers.
En 12e semaine, lors du Monday Night Football, Rodgers semble s'être blessé au tendon lors d'un match difficile contre les Eagles de Philadelphie. Après le jeu, Rodgers se rend dans la tente en bordure du terrain et s'y fait bander la jambe. Il ne manque aucun jeu et termine avec 30 passes réussies sur les 39 tentées pour un gain cumulé de 313 yards, sans sack ni interception. Sa performance de plus de 300 yards est la quatrième de sa saison et la première permise par la défense des Eagles sur toute la saison. Les Packers s'imposent 27 à 13 mettant fin à la série de défaites.
Lors de la victoire 38 à 10 sur les Seahawks de Seattle en 14e semaine, Rodgers et les Packers poursuivent leurs redressement,. Malgré une blessure subie au mollet en début de match, il termine avec 346 yards, trois touchdowns et une évaluation de 150,8. Celle-ci est la meilleure enregistrée contre la défense de Seattle sous les ordres de l'entraîneur principal Pete Carroll depuis 2010. Rodgers est désigné meilleur joueur offensif de la semaine en NFC pour ces performances.
Au cours de la 16e semaine, Rodgers et Drew Brees battent le record de la NFL du plus grand nombre de saisons (4) avec au moins 35 touchdowns inscrits à la passe, record partagé avec Peyton Manning et Tom Brady,. Dans le match, Rodgers termine avec 28 passes réussies sur 38 pour un gain de 347 yards, quatre touchdown à la passe et un touchdown à la course. Il est à nouveau désigné meilleur joueur offensif de la semaine en NFC,. Sa performance de 300 yards est la première de la saison permise par la défense des Vikings du Minnesota. Il établit également les records en saison régulière des Packers du plus grand nombre de saisons (6) à au moins 4 000 yards, du plus grand nombre de passes complètes en une saison (374) et du plus grand nombre de touchdowns (59) effectué par le même tandem receveur- quarterback (Jordy Nelson-Rodgers).
Les Packers remportent le titre de la division NFC North et se qualifient pour la série éliminatoire 2016. Ils battent les Giants de New York lors du tour de wild card et les Cowboys de Dallas lors du tour de division. Ils perdent face aux Falcons d’Atlanta en finale de conférence NFC lors du dernier match joué par les Packers au Georgia Dome.
Rodgers termine la saison avec 401 passes réussies sur 610 tentées (deux sommets en carrière), un pourcentage de passes réussies de 65,7%, un total de 4 428 yards et 40 touchdowns à la passe, 369 yards (record en carrière) et quatre touchdowns à la course, sept interceptions et une évaluation quarterback de 104,2. Avec ses 40 passes de touchdown, il se classe premier de la ligue dans cette statistique pour la première fois de sa carrière et devient l'un des quatre quarterbacks à avoir réussi au moins 40 touchdowns au cours de plusieurs saisons. Rodgers termine également quatrième au nombre de yards, au nombre de passes réussies, au nombre de passes tentées et au niveau des évaluations de quarterback. Parmi l, il termine troisième des quarterbacks au nombre de yards gagnés à la course et cinquième eu nombre de touchdowns inscrits à la course. Il est classé sixième par ses pairs dans le Top 100 des joueurs de la saison 2016 et le 20 décembre 2016, est sélectionné pour son troisième Pro Bowl consécutif, son sixième au total.
Lors de la victoire 17 à 9 en 1re semaine de la saison 2017 contre les Seahawks de Seattle, Rodgers joue son 50e match en carrière avec un gain d'au moins 300 yards à la passe. Il termine le match avec 311 yards, mais sa série de 251 passes consécutives sans interception prend fin lorsque le defensive tackle Nazair Jones attrape une de ses passes au cours du premier quart temps. Lors du match suivant joué pour la première fois dans le nouveau stade Mercedes-Benz d'Atlanta (défaite 23 à 34 contre les Falcons), il totalise 343 yards, deux touchdowns et une interception. Au cours de la cinquième semaine, alors que le Packers sont menés 28 à 31 par les Cowboys de Dallas à  moins de deux minutes de la fin du match, il réalise un drive de neuf jeux pour un total de 75 yards qui se termine par un touchdown donnant la victoire 35 à 31 aux Packers. Cette performance lui vaut le titre de meilleur joueur offensif de la semaine de la NFC,.
Au cours de la 6e semaine contre les Vikings du Minnesota, Rodgers est retiré du terrain par ses entraîneurs et son personnel médical après qu'il s'est blessé à une épaule à la suite d'un plaquage effectué par Anthony Barr. Peu de temps après, il est révélé qu'il souffre d'une fracture de la clavicule droite Le lendemain, le 16 octobre, il est annoncé qu'il sera opéré de la clavicule cassée. Le 19 octobre, il est opéré et est officiellement placé le lendemain sur la liste des blessés,. Un total de treize vis est inséré pour stabiliser sa clavicule,.
Rodgers reprend l'entraînement le 2 décembre 2017 ce qui le rend éligible pour jouer dans le match de la 15e semaine. Le 12 décembre 2017, il est annoncé qu'il est médicalement apte pour disputer le prochain match contre les Panthers de la Caroline. Il est officiellement activé le 16 décembre 2017. Les packers perdent le match 24 à 31 et Rodgers le termine avec 290 yards, 3 touchdowns et 3 interceptions. Rodgers est cependant replacé dans la réserve deux jours plus tard (le 19 décembre 2017) à la suite de l'élimination des Packers de la course à la phase finale,,. Il est classé no 10 par ses pairs dans le Top 100 des joueurs de la saison 2017.

#### Le renouveau (2018)
Le 29 août 2018, Rodgers signe, avec les Packers, une prolongation de contrat d'une durée quatre ans et d'une valeur de 134 millions de dollars, assortie d'un bonus à la signature de 57,5 millions de dollars,.
Lors du Sunday Night Football de la 1re semaine contre les Bears de Chicago, Rodgers quitte le match à la suite d'une blessure au genou mais revient lors du troisième quart temps. Mené de 20 points, Rodgers termine avec 286 yards et trois touchdowns, permettant aux Packers de gagner le match 24 à 23. Malgré une blessure lancinante au genou, Rodgers effectue au moins 40 tentatives de passes lors de chacun des trois matchs suivants. Au cours du dernier, il subit sa première interception en 150 tentatives. Au cours de la 5e semaine, Rodgers totalise 442 yards (le second meilleur score de sa carrière) et inscrit trois touchdowns, mais commet également deux fumbles, lors de la défaite de 23 à 31 contre les Lions de Détroit. La semaine suivante, lors de la victoire 33 à 30 sur les 49ers de San Francisco, il totalise 425 yards et inscrit deux touchdowns.
Après la semaine de repos, Rodgers réalise sa troisième semaine consécutive avec une évaluation de quarterback supérieure à 100. Il totalise 286 yards sans interception et inscrit un touchdown de 40 yards en trouvant son receveur Marquez Valdes-Scantling malgré la défaite 27 à 29 contre les Rams de Los Angeles.En 13e semaine contre les Falcons d’Atlanta, Rodgers établit un record de la NFL en convertissant sa 359e passe consécutive sans interception, battant ainsi le précédent record de Tom Brady. En 15e semaine lors de la défaite 17 à 24 contre les Bears de Chicago, Rodgers compte 274 yards et une interception. La série record de Rodgers de 402 passes sans interception se termine après qu'i ait été intercepté par le free safety Eddie Jackson. En 16e semaine contre les Jets de New York, Rodgers totalise 442 yards, deux touchdowns à la passe et deux touchdowns au sol. Rodgers et les Packers gagnent 44 à 38 le match terminé en prolongation.
Le 18 décembre 2018, Rodgers est sélectionné pour la septième fois au Pro Bowl.
En fin de saison régulière contre les Lions de Detroit, Rodgers subit une commotion cérébrale au début du match et ne revient pas. Il est ensuite envoyé à l'hôpital pour y rechercher des symptômes de commotion. Comme les Packers sont déjà éliminés de la course aux play-offs, Rodgers répond à la question de savoir s'il doit jouer par peur de se blesser en disant: « Ce n’est pas comme ça que je suis, et je suis super compétitif, et je veux être avec les gars et j'ai hâte d'être là-bas. ». Plus tard, Rodgers est repéré chez les Packers après le match.
Rodgers termine la saison avec 372 passes réussies sur 597 tentées, 4 442 yards, 25 touchdowns par la passe, deux interceptions et une évaluation de quarterback moyenne de 97,6. Son rapport touchdown/interception de 25:2 (12,5) le classe troisième des meilleurs quarterback de tous les temps (statistique prise à partir de 300 tentatives minimum). En plus d'établir le record de passes consécutives sans interception pendant la saison, Rodgers établit également le record NFL en termes de pourcentage d'interception sur une saison, avec seulement 0,335% de ses passes interceptées.

#### Saison 2019

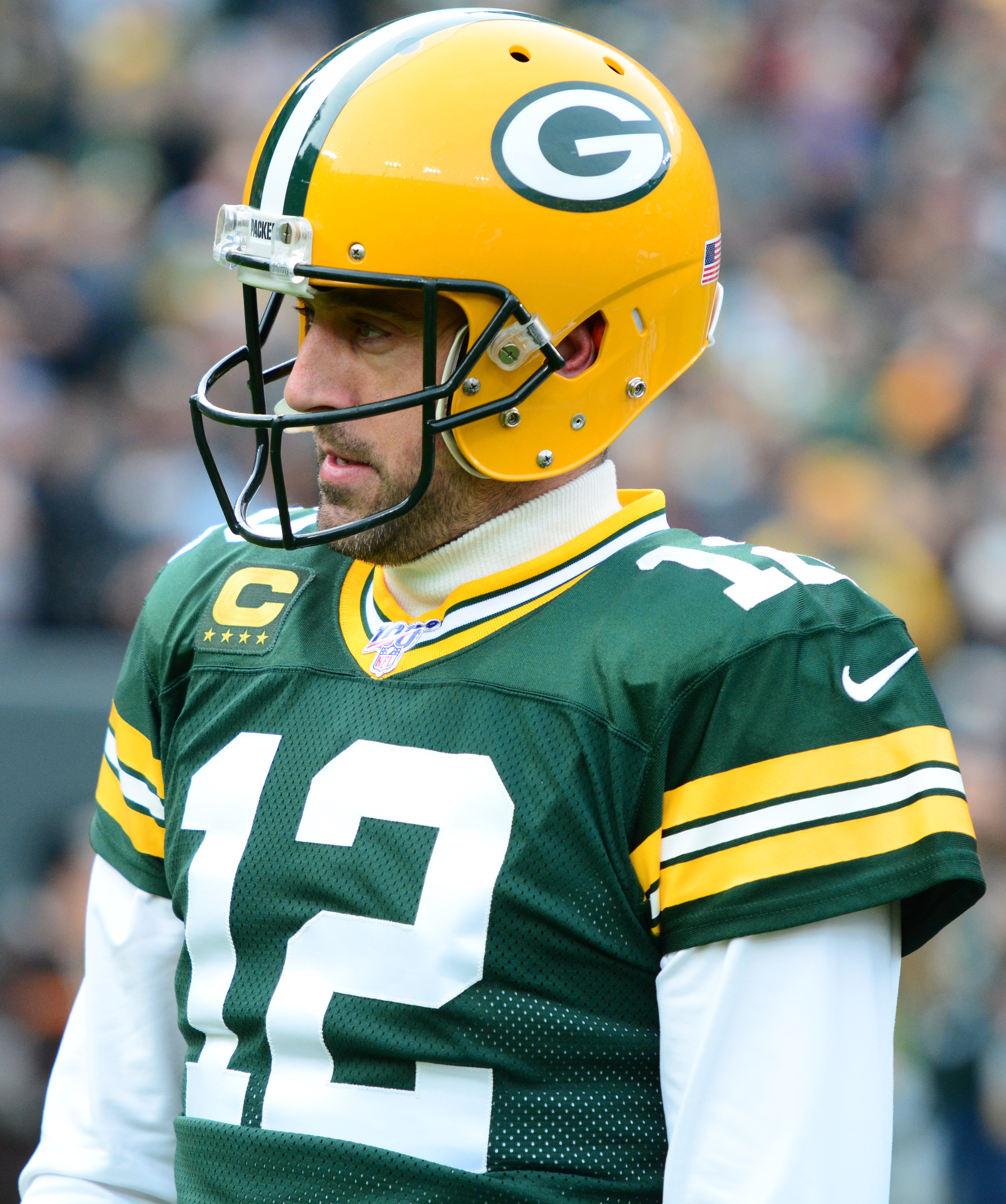
Aaron Rodgers en 2019.

Rodgers commence la saison 2019 sous les ordres de Matt LaFleur, nouvel entraîneur principal engagé pour pallier le départ de Mike McCarthy. Il aide les Packers à remporter les trois premiers matchs de la saison (contre les Bears de Chicago, les Vikings du Minnesota et les Broncos de Denver),,. En quatrième semaine à l'occasion du Thursday Night Football disputé contre les Eagles de Philadelphie (défaite 27 à 34), il gagne 422 yards et inscrit deux touchdowns par la passe malgré une interception. En 5e semaine lors de la victoire 34 à 24 contre les Cowboys de Dallas, Rodgers réussit 22 passes sur les 34 tentées pour un gain global de 238 yards. En 7e semaine contre les Raiders d'Oakland (victoire 42 à 24), il obtient pour la première fois de sa carrière professionnelle une évaluation de QB parfaite de 158,3. Il est le premier quarterback de l'histoire de la franchise à l'obtenir. Por ce faire, il a réussi 25 passes des 31 tentées, a gagné un total de 429 yards en inscrivant cinq touchdowns. Il est désigné meilleur joueur offensif NFC de la semaine pour cette performance. La semaine suivante à l'occasion du NBC Sunday Night Football (en), il gagne 305 yards et inscrit trois touchdowns par la passe remportant le match 31 à 24 contre les Chiefs de Kansas City. En 13e semaine lors de la victoire 31 à 13 contre les Giants de New York, Rodgers gagne 243 yards tout en inscrivant quatre touchdowns. En 17e semaine contre les Lions de Détroit (victoire 23 à 20), Rodgers gagne 323 yards par la passe, inscrivant deux touchdowns pour une interception. À la suite de cette victoire, les Packers sont dispensés du tour de wild card de la série éliminatoire. Rodgers termine la saison 2019 avec 4 002 yards gagnés par la passe, 26 touchdowns inscrits par la passe tout en ne se faisant intercepter qu'à quatre reprises.
Lors du tour de division des éliminatoires joué contre les Seahawks de Seattle, Rodgers réussit 16 passes sur 27, gagne 243 yards et inscrit deux touchdowns permettant la victoire des Packers 28 à 23.
Lors de la finale de conférence NFC perdu 20 à 37 contre les 49ers de San Francisco, il réussit 31 passes sur les 39 tentées, gagne 326 yards, inscrit deux touchdowns, mais se fait aussi intercepter à deux reprises, la dernière étant effectuée par Richard Sherman dans les deux dernières minutes du match.

#### Saison 2020 et3etitre de MVP
En 12e semaine lors de la victoire 41 à 25 contre les Bears de Chicago, Rodgers devient le 11e joueur de l'histoire de la NFL à gagner plus de 50 000 yards à la passe après avoir inscrit un touchdown de 39 yards à la suite d'une passe réussie vers le tight end Robert Tonyan dans le 3e quart temps.
En 13e semaine lors de la victoire 30 à 16 contre les Eagles de Philadelphie, Rodgers gagne 295 yards et inscrit trois touchdowns à la passe, le dernier étant le 400e de sa carrière en NFL Il atteint cette statistique en 193 matches, devançant Drew Brees qui avait eu besoin de 205 rencontres. Il est désigné meilleur joueur offensif de la semaine en NFC pour cette performance. Le 21 décembre 2020, il est sélectionné pour le Pro Bowl 2021. Rodgers est désigné meilleur joueur offensif du mois en NFC pour sa performance en décembre après avoir inscrit 15 touchdowns pour une interception lors des cinq victoires des Packers. Avec ses 48 touchdowns inscrits à la passe sur une saison, il établit le nouveau record de la franchise. Rodgers devient aussi le premier joueur à réussir au moins 35 passes de touchdown pendant 5 saisons. Le 9 janvier 2021, il est sélectionné dans la première équipe All-Pro 2020. Il est désigné meilleur joueur NFL de la saison par PFWA.
Les Packers terminent la saison régulière avec un bilan de 13–3, remportent la Division NFC North et sont classés 1er de la conférence NFC. Exemptés du tour de wild card, ils remportent le match de tour de Division 32 à 18 joué contre les Rams de Los Angeles au cours duquel Rodgers gagne 296 yards et inscrit deux touchdowns à la passe et un autre à la course. Ils perdent 26 à 31 la finale de conférence NFC jouée contre les Buccaneers au cours duquel Rodgers gagne 346 yards et inscrits trois touchdowns à la passe mais se fait intercepter une fois et subi une pression constante à la suite de laquelle il subit cinq sacks,,. Rodgers affiche ainsi un bilan de 1–4 en finale de conférence devenant le premier quarterback de l'histoire de la NFL à perdre 4 finales consécutives,,.
Après la saison, Rodgers reçoit le trophée du Meilleur joueur (MVP) de la NFL par l'AP, ainsi que le trophée de meilleur joueur de la saison par FedEx. Il termine également classé 3e par ses paires au Top 100 des joueurs de la saison 2020 de la NFL (en).

#### Saison 2021 et4etitre de MVP
Après avoir perdu le premier match de la saison contre les Saints, Rogers et les Packers remportent les sept rencontres suivantes.
Après avoir été détecté positif au Covid-19, Rodgers est placé sur la liste des réserviste le 3 novembre. Il est absent pendant 10 jours conformément aux politiques COVID-19 de la ligue pour les joueurs non vaccinés. Il manque notamment le match contre les Chiefs
Bien qu'il ait déclaré être immunisé au cours de la pré saison, Rodgers n'avait en fait pas reçu de vaccin. Au lieu de cela, il avait reçu un traitement homéopathique de son médecin personnel. N'étant pas vacciné, il a ensuite commis de multiples violations des protocoles NFL relatifs au Covid-19 pour les joueurs non vaccinés, notamment en assistant à des fêtes avec des coéquipiers sans utiliser d'EPI et en apparaissant non masqué lors de plusieurs conférences de presse d'après-match,,,. À la suite de ces violations de protocoles, la NFL condamne d'une part Rodgers à une amende de 14 650 $ et d'autre part son équipe à une amende de 300 000 $. Réactivé le 13 novembre, Rodgers joue le lendemain contre les Seahawks et remporte le match 17 à 0.
En 15e semaine, Rodgers gagne 268 yards et inscrit trois touchdowns lors de la victoire 31 à 30 sur les Ravens ce qui lui vaut d'être désigné meilleur joueur offensif NFC de la semaine. Les Packers remportent ainsi, pour la troisième saison consécutive, le titre de la division NFC Nord. Il est sélectionné pour son 10e Pro Bowl le 23 décembre 2021. En 16e semaine lors de la victoire contre les Browns, Rodgers inscrit son 443e touchdown à la passe, dépassant Brett Favre pour le plus grand nombre de touchdowns inscrits à la passe de l'histoire des Packers. Pour ses performances au cours du mois de décembre, il est désigné meilleur joueur offensif NFC du mois. Il termine sa saison 2021 avec un total de 4 115 yards, 37 touchdowns à la passe et quatre interceptions. Le 14 janvier 2022, il est sélectionné pour la quatrième fois dans l'équipe All-Pro.
Qualifiés pour la phase éliminatoire, les Packers perdent 10 à 13 le match du tour de division joué contre les 49ers. Après la saison, Rogers remporte le titre de MVP de la NFL pour la deuxième saison consécutive, le quatrième de sa carrière. Avec Peyton Manning, il est le seul joueur de l'histoire de la NFL à avoir remporté ce titre à quatre reprises. Il est classé 3e par ses pairs au classement du Top 100 des joueurs de la saison 2021.

#### Saison 2022
Le 8 mars, Rodgers confirme qu'il jouera sa 18e saison avec les Packers en 2022 mettant un terme aux spéculations concernant un arrêt de sa carrière ou un départ vers une autre franchise. Il signe officiellement le 16 mars, une extension de son contrat, pour une durée de trois ans et un montant de 150,8 millions de dollars dont 101,5 garantis. Il devient ainsi le sportif le mieux payé sur une base annuelle de l'histoire sportive nord américaine, dépassant les 49 millions annuels touchés par le joueur NBA, Damian Lillard.
Ce n'est qu'après la défaite en 11e semaine contre les Titans que Rodgers annonce qu'il a joué depuis la 5e semaine avec le pouce de sa main forte cassé (main utilisée pour lancer le ballon). Les Packers terminent la saison régulière avec un bilan négatif de 8 victoires pour 9 défaites et ne se qualifient pas pour la phase éliminatoire. Rodgers totalise en fin de saison, 3 695 yards, 26 touchdowns et 12 interceptions, soit sa pire saison au niveau des interceptions depuis celle de 2008.

### Jets de New York (2023-2024)
Le 26 avril 2023, Aaron Rodgers avec les choix de sélection de 1er et 5e tour de la draft 2023 de la NFL attribués aux Packers de Green Bay, sont échangés contre les choix de 1er et de 6e tour de la draft 2023 de la NFL ainsi qu'un choix conditionnel de la draft 2024 de la NFL réservés aux Jets de New York. Pour aider leur nouveau quarterback, les Jets signent plusieurs de ses anciens équipiers tels Randall Cobb, Allen Lazard, Billy Turner et Tim Boyle ainsi que le coordinateur offensif Nathaniel Hackett.
Lors du match d'ouverture de la saison des Jets disputé contre les Bills de Buffalo au MetLife Stadium à l'occasion du Monday Night Football commémorant le 22e anniversaire des attentats du 11 septembre, Rodgers se blesse à la cheville gauche lors du 4e snap de sa première série offensive à la suite d'un sack effectué par le defensive end Leonard Floyd,. Remplacé par le quarterback Zach Wilson, les Jets remportent le match 22 à 16 en prolongation. Le lendemain, on diagnostique une déchirure du tendon d'Achille ce qui met un terme à la saison d'Aaron Rodgers.
Le 13 février 2025, les Jets annoncent leur intention de se séparer de Rodgers après deux saisons. Selon les rapports, l'équipe est « susceptible » de le couper après le 1er juin 2025, ce qui leur permettrait d'étaler son impact prévu sur le plafond salarial,.

### Steelers de Pittsburgh (depuis 2025)
Le 5 juin 2025, Rodgers s'engage pour un an avec la franchise des Steelers de Pittsburgh,.

## Statistiques professionnelles
Aaron Rodgers détient actuellement la meilleure évaluation de l'histoire de la NFL pour un quarterback comptant au moins 1 500 tentatives avec une évaluation de 103,1 (carrière en cours).
Rodgers mène la NFL à quatre reprises en ce qui concerne le ratio passes de touchdown-interceptions (2011, 2012, 2014 et 2018), trois fois à l'évaluation de passeur (2011, 2012 et 2020) et au pourcentage de réussite de passes de touchdown (2011, 2012), trois fois au pourcentage d'interception le plus faible (2009, 2014, 2018) et deux fois en touchdowns à la passe (2016 et 2020) et en yards par tentative (2011).
Rodgers est le meneur des passeurs en carrière dans la saison régulière de la NFL. Il est l’un des deux quarterbacks à obtenir une évaluation de passeur supérieure à 100 en saison régulière, l'autre étant Russell Wilson. Rodgers est cinquième au classement d'évaluation de passeur en carrière en phase éliminatoire. Il a le meilleur ratio passes de touchdown/interception dans l'histoire de la NFL avec 4,23, il détient le pourcentage d'interception en carrière le plus faible de la ligue avec 1,5% et le record de l'évaluation de passeur la plus élevée sur une saison avec 122,5. En raison du fait que Rodgers mène fréquemment le classement des passeurs en saison régulière de la NFL et de son haut niveau de jeu, il est considéré par certains diffuseurs sportifs et joueurs comme l'un des meilleurs quarterbacks de tous les temps,,,.

### Saison régulière
| Année                   | Équipe                  | MJ  |         | Passes   | Passes | Passes | Passes | Passes | Passes | Passes  |       | Courses | Courses | Courses | Courses |     | Sacks  | Sacks |  | Fumbles | Fumbles |
| Année                   | Équipe                  | MJ  | Tentées | Réussies | Pct.   | Yards  | TD     | Int.   | Éval.  | Tentées | Yards | Moy.    | TD      | Nb.     | Yards   | Nb. | Perdus |       |  |         |         |
| 2005                    | Packers de Green Bay    | 03  | 016     | 09       | 56,3   | 065    | 0      | 01     | 039,8  | 02      | 07    | 3,5     | 0       | 03      | 028     | 02  | 2      |       |  |         |         |
| 2006                    | Packers de Green Bay    | 02  | 015     | 06       | 40,0   | 046    | 0      | 0      | 048,2  | 02      | 011   | 5,5     | 0       | 03      | 018     | 01  | 1      |       |  |         |         |
| 2007                    | Packers de Green Bay    | 02  | 028     | 020      | 71,4   | 0218   | 01     | 0      | 106,0  | 07      | 029   | 4,1     | 0       | 03      | 024     | 0   | 0      |       |  |         |         |
| 2008                    | Packers de Green Bay    | 16  | 536     | 341      | 63,6   | 4 038  | 28     | 13     | 093,8  | 56      | 207   | 3,7     | 4       | 34      | 231     | 10  | 3      |       |  |         |         |
| 2009                    | Packers de Green Bay    | 16  | 541     | 350      | 64,7   | 4 434  | 30     | 07     | 103,2  | 58      | 316   | 5,4     | 5       | 50      | 306     | 10  | 4      |       |  |         |         |
| 2010                    | Packers de Green Bay    | 15  | 475     | 312      | 65,7   | 3 922  | 28     | 11     | 101,2  | 64      | 356   | 5,6     | 4       | 31      | 193     | 04  | 1      |       |  |         |         |
| 2011                    | Packers de Green Bay    | 15  | 502     | 343      | 68,3   | 4 643  | 45     | 06     | 122,5  | 60      | 257   | 4,3     | 3       | 36      | 219     | 04  | 0      |       |  |         |         |
| 2012                    | Packers de Green Bay    | 16  | 552     | 371      | 67,2   | 4 295  | 39     | 08     | 108,0  | 54      | 259   | 4,8     | 2       | 51      | 293     | 05  | 4      |       |  |         |         |
| 2013                    | Packers de Green Bay    | 09  | 290     | 193      | 66,6   | 2 536  | 17     | 06     | 104,9  | 30      | 120   | 3,3     | 0       | 21      | 117     | 04  | 0      |       |  |         |         |
| 2014                    | Packers de Green Bay    | 16  | 520     | 341      | 65,6   | 4 381  | 38     | 05     | 112,2  | 43      | 269   | 6,3     | 2       | 28      | 174     | 10  | 2      |       |  |         |         |
| 2015                    | Packers de Green Bay    | 16  | 572     | 347      | 60,7   | 3 821  | 31     | 08     | 092,7  | 58      | 344   | 5,9     | 1       | 46      | 314     | 08  | 4      |       |  |         |         |
| 2016                    | Packers de Green Bay    | 16  | 610     | 401      | 65,7   | 4 428  | 40     | 07     | 104,2  | 67      | 369   | 5,5     | 4       | 35      | 246     | 08  | 4      |       |  |         |         |
| 2017                    | Packers de Green Bay    | 07  | 238     | 154      | 64,7   | 1 675  | 16     | 06     | 097,2  | 24      | 126   | 5,2     | 0       | 22      | 168     | 01  | 1      |       |  |         |         |
| 2018                    | Packers de Green Bay    | 16  | 597     | 372      | 62,3   | 4 442  | 25     | 02     | 097,6  | 43      | 269   | 6,3     | 2       | 49      | 353     | 06  | 3      |       |  |         |         |
| 2019                    | Packers de Green Bay    | 16  | 569     | 353      | 62,0   | 4 002  | 26     | 04     | 095,4  | 46      | 183   | 4,0     | 1       | 36      | 284     | 04  | 4      |       |  |         |         |
| 2020                    | Packers de Green Bay    | 16  | 526     | 372      | 70,7   | 4 299  | 48     | 05     | 121,5  | 38      | 149   | 3,9     | 3       | 20      | 182     | 04  | 2      |       |  |         |         |
| 2021                    | Packers de Green Bay    | 16  | 531     | 366      | 68,9   | 4 115  | 37     | 04     | 111,9  | 33      | 101   | 3,1     | 3       | 30      | 188     | 03  | 0      |       |  |         |         |
| 2022                    | Packers de Green Bay    | 17  | 542     | 350      | 64,6   | 3 695  | 26     | 12     | 091,1  | 34      | 094   | 2,8     | 1       | 32      | 258     | 08  | 4      |       |  |         |         |
| 2023                    | Jets de New York        | 01  | 01      | 0        | 00,0   | 0      | 0      | 0      | 039,6  | -       | -     | -       | -       | 01      | 010     | 0   | 0      |       |  |         |         |
| 2024                    | Jets de New York        | 17  | 584     | 368      | 63,0   | 3 897  | 28     | 11     | 90,5   | 22      | 107   | 4,9     | 0       | 40      | 302     | 5   | 2      |       |  |         |         |
| Totaux dans la NFL      | Totaux dans la NFL      | 248 | 8 245   | 5 369    | 65,1   | 62 952 | 503    | 116    | 102,6  | 741     | 3 573 | 4,8     | 35      | 571     | 3 908   | 97  | 41     |       |  |         |         |
| Totaux avec les Packers | Totaux avec les Packers | 230 | 7 660   | 5 001    | 65,3   | 59 055 | 475    | 105    | 103,6  | 719     | 3 466 | 4,8     | 35      | 530     | 3 596   | 92  | 39     |       |  |         |         |

### Éliminatoires
| Année  | Équipe               | MJ |         | Passes   | Passes | Passes | Passes | Passes | Passes | Passes  |       | Courses | Courses | Courses | Courses |     | Sacks  | Sacks |  | Fumbles | Fumbles |
| Année  | Équipe               | MJ | Tentées | Réussies | Pct.   | Yards  | TD     | Int.   | Éval.  | Tentées | Yards | Moy.    | TD      | Nb.     | Yards   | Nb. | Perdus |       |  |         |         |
| 2007   | Packers de Green Bay | 1  | -       | -        | -      | -      | -      | -      | -      | -       | -     | -       | -       | 0       | 0       | 0   | 0      |       |  |         |         |
| 2009   | Packers de Green Bay | 1  | 042     | 28       | 66,7   | 0423   | 4      | 1      | 121,4  | 03      | 13    | 4,3     | 1       | 05      | 19      | 1   | 1      |       |  |         |         |
| 2010   | Packers de Green Bay | 4  | 132     | 90       | 68,2   | 1 094  | 9      | 2      | 109,8  | 14      | 54    | 3,9     | 2       | 08      | 53      | 2   | 1      |       |  |         |         |
| 2011   | Packers de Green Bay | 1  | 046     | 26       | 56,5   | 0264   | 2      | 1      | 078,5  | 07      | 66    | 9,4     | 0       | 04      | 23      | 1   | 1      |       |  |         |         |
| 2012   | Packers de Green Bay | 2  | 072     | 49       | 68,1   | 0531   | 3      | 1      | 097,6  | 05      | 40    | 8,0     | 0       | 04      | 33      | 1   | 0      |       |  |         |         |
| 2013   | Packers de Green Bay | 1  | 026     | 17       | 65,4   | 0177   | 1      | 0      | 097,8  | 02      | 11    | 5,5     | 0       | 04      | 20      | 1   | 0      |       |  |         |         |
| 2014   | Packers de Green Bay | 2  | 069     | 43       | 62,3   | 0494   | 4      | 2      | 091,1  | 04      | 08    | 2,0     | 0       | 02      | 17      | 2   | 1      |       |  |         |         |
| 2015   | Packers de Green Bay | 2  | 080     | 45       | 56,2   | 0471   | 4      | 1      | 084,9  | 03      | 20    | 6,7     | 0       | 02      | 15      | 0   | 0      |       |  |         |         |
| 2016   | Packers de Green Bay | 3  | 128     | 80       | 62,5   | 1 004  | 9      | 2      | 103,8  | 08      | 62    | 7,8     | 0       | 10      | 79      | 0   | 0      |       |  |         |         |
| 2019   | Packers de Green Bay | 2  | 066     | 47       | 71,2   | 0569   | 4      | 2      | 104,9  | 06      | 14    | 2,3     | 0       | 05      | 38      | 3   | 1      |       |  |         |         |
| 2020   | Packers de Green Bay | 2  | 084     | 56       | 66,7   | 0642   | 5      | 1      | 104,4  | 04      | - 3   | -0,8    | 1       | 05      | 32      | 0   | 0      |       |  |         |         |
| 2021   | Packers de Green Bay | 1  | 029     | 20       | 69,0   | 0225   | 0      | 0      | 091,9  | 0       | 0     | 0,0     | 0       | 05      | 29      | 1   | 0      |       |  |         |         |
| Totaux | Totaux               | 22 | 774     | 501      | 64,7   | 5 894  | 45     | 13     | 100,1  | 56      | 285   | 5,1     | 4       | 55      | 367     | 12  | 5      |       |  |         |         |

## Récompenses et records

### Records NFL

#### En carrière
- Meilleure note de passeur en carrière pour la saison régulière avec un minimum de 1 500 tentatives (103.2)[363]
- Le plus de saisons consécutives avec un rating de passeur supérieur à 100 avec 6 (2009–2014)[364]
- Cinquième à la note de passeur en playoffs (99.4)[365]
- Pourcentage d'interceptions le plus bas en carrière (1.5%)[356]
- Meilleur rapport touchdown/interception de l'histoire de la NFL (4.23)[355]
- Premier joueur de l'histoire de la NFL à avoir franchi plus de 4 000 yards au cours de chacune des deux premières saisons en tant que quarterback titulaire[349]
- Tentatives de passes sans interception (402)[366]
- Passes de touchdown consécutives à domicile sans interception (playoffs inclus) (49)[367]
- Tentatives de passes sans pick six (3 807) 8 novembre 2009–présent[368]
- Nombre de pick six par tentative (1 pick six: 4 458)[368]
- Passes consécutives sans interception à domicile, (playoffs inclus) (587)[367]
- Un des six quarterbacks (Kurt Warner, Eli Manning, Peyton Manning, Joe Flacco et Dan Marino) à lancer 1 000 yards en une seule série éliminatoire[369]
- Matchs consécutifs sans interception multiple (41)[219]
- Nombre d'interceptions (42) avant sa 150e passe de touchdown (Dan Marino avait 69 interceptions)[370]
- Nombre d'interceptions (53) avant sa 200e passe de touchdown (Tom Brady en avait 88)[371]
- 21 332 yards à la passe de 2008 à 2012, meilleurs score pour un QB lors des cinq premières saisons comme titulaire[369]
- Nombre de tentatives pour atteindre 30 000 yards (3 652)[372]
- Troisième au nombre de passes de touchdown de 70 yards ou plus (16) (derrière Eli Manning et Drew Brees)[373]
- Saisons avec une cote de passeur supérieure à 100 (8)[374]
- Saisons avec un pourcentage d'interceptions sous 1.5% (6)[375].
- Un des trois quarterbacks à avoir plusieurs saisons avec une cote de passeur d'au moins 110[349]
- Un des quatre QB à lancer plusieurs saisons avec 40 passes de touchdown[376]
- Un des quatre QB à lancer au moins 35 passes de touchdown pendant quatre saisons[231]
- Pourcentage de passes de touchdown (6.4%) dans l'aire du Superbowl[377]
- Seul QB avec un pourcentage de passes de touchdown supérieur à 6.0% dans l'aire du Superbowl[377]

#### En une saison ou en un seul match
- Note de passeur en une saison (122.5)[378]
- Pourcentage d'interception en une saison (0.3)[379]
- Matchs avec une évaluation de passeur supérieure à 95.0 (14) en une saison (2011)[380]
- Matchs avec une évaluation de passeur supérieure à 100.0 (13) en une saison (2011)[381]
- Matchs avec une évaluation de passeur supérieure à 110.0 (12) en une saison (2011)[382]
- Matchs avec une évaluation de passeur supérieure à 115.0 (10) en une saison (2011)[383]
- Matchs avec une évaluation de passeur supérieure à 130.0 (4) en une saison (2011)[384]
- Matchs avec une évaluation de passeur supérieure à 140.0 (4) en une saison (2011)[385]
- Matchs consécutifs avec une évaluation de passeur supérieure à 95.0 (13) en une saison (2011)[386]
- Matchs consécutifs avec une évaluation de passeur supérieure à 100.0 (12) en une saison (2011)[387]
- Matchs consécutifs avec une évaluation de passeur supérieure à 110.0 (11) en une saison (2011)[388]
- Matchs avec plus de 200 yards à la passe sans interceptions en une saison (11) (2014)[389]
- Matchs avec plus de deux passes de touchdown sans interceptions en une saison (11) (2014)[390]
- Matchs avec plus de trois passes de touchdown sans interceptions  en une saison (8) (2014)[391]
- Passes de touchdown en une mi-temps (6)[392]
- Seul joueur à réussir plus de 400 yards en effectuant quatre passes de touchdown et deux TD à la course en un match[393]
- Un des cinq quarterbacks à passer sur plus de 300 yards, avec 3 passes de touchdown et aucune interceptions dans un Super Bowl[394]
- Rating de passeur à domicile en une saison (133.2) (2014)[395]
- Pourcentage de passes complètes (86.1%) dans un match de playoffs avec minimum 35 tentatives[396]

### Récompenses et honneurs universitaires
- 2003 mention honorable All-Pac-10[18]
- 2003 MVP offensif de l'Insight Bowl[44]
- 2004 MVP Co-Offensif Cal[397]
- 2004 First-team All-Pac-10[18]
- 2004 Second-team Academic All-Pac-10[44]

### Autres récompenses et honneurs
- 2× GMC Never Say Never Award (2013,2014)[398]
- 2× NFC Offensive Player of the Year (2011, 2014)[193]
- 2× FedEx Air NFL Player of the Year (2010, 2014)[399],[400]
- La législature du Wisconsin approuve une proposition déclarant le 12 décembre 2012 (stylisée le 12/12/12) Aaron Rodgers Day en honneur de Rodgers dont le numéro de maillot dans la NFL est le 12[401],[402].

## Vie privée
Rodgers résidait autrefois à Suamico dans le Wisconsin,, une banlieue dans le nord de Green Bay à 10 miles de Lambeau Field. Il possède également une maison à Del Mar, en Californie, à 20 miles au nord du centre-ville de San Diego, et vit à Los Angeles pendant la saison morte. Il a deux frères, le plus jeune, Jordan, était quarterback à l'université Vanderbilt, il passe brièvement par les Jaguars de Jacksonville et plus tard par les Buccaneers de Tampa Bay.
Rodgers est en couple avec l'actrice Olivia Munn de 2014 à 2017.
En 2018, Rodgers commence à fréquenter Danica Patrick, ancienne pilote de voiture de course,.
Rodgers réside actuellement à Montclair dans le New Jersey. Quelques mois après avoir été échangé aux Jets de New York, Rodgers y a acheté un domaine pour 9,5 millions de dollars, bien que l'inscription initiale du domaine était de 11,5 millions de dollars.[réf. nécessaire]

### Entreprises commerciales
En avril 2018, Rodgers est annoncé en tant que partenaire limité du groupe de propriété des Bucks de Milwaukee, faisant de lui le premier joueur actif de la NFL avec une participation dans une franchise de la NBA,,,.

## Apparitions dans les médias
Depuis qu'il devient titulaire en 2008, Rodgers est connu pour sa célébration unique de touchdown, que ses coéquipiers et lui surnomment la « Championship Belt ». Après un jeu de score, Rodgers célèbre en faisant un geste comme s'il mettait une ceinture de championnat invisible autour de sa taille,.
Cette célébration est également présentée dans une série de publicités de State Farm Insurance, renommée Discount Double Check. Plusieurs coéquipiers, dont Raji, Matthews et Cobb, le rejoignent dans les publicités,.
Rodgers est également présent dans les publicités Pizza Hut, ainsi que dans de nombreuses publicités locales basées dans le Wisconsin.
En 2015, il fait une apparition (avec son coéquipier des Packers Ha Ha Clinton-Dix et ses camarades de la NFL, Leger Douzable, D'Brickashaw Ferguson, Tank Carradine, Prince Amukamara, Fozzy Whittaker, Ishmaa'ily Kitchen et Frostee Rucker) dans un segment de la deuxième saison de la série télévisée Key & Peele. Ce segment est le troisième volet de « East / West College Bowl », une esquisse qui parodie les joueurs lors de matchs de football télévisés. Dans l’esquisse, tous les joueurs présentés ont des noms inhabituels; Rodgers prononce le sien comme « A-A-Ron Rod-Gers » dans un rappel d'une esquisse de la première saison de la série.
Aaron Rodgers a l’honneur d’avoir un petit rôle de figurant dans l’épisode 5 de la saison 8 de la série Game of Thrones.

### Jeopardy!
En mai 2015, Rodgers est apparu en tant que candidat de l'émission Celebrity Jeopardy!. Il y a battu l'investisseur Kevin O'Leary (ancien participant de l'émission Shark Tank) , ainsi que l'astronaute et sénateur des États-Unis Mark Kelly. Il y a remporté 50,000 $ au profit de son association caritative. Du 5 au 16 avril 2021, Rodgers a servi de modérateur pendant deux semaines pour l'émission Jeopardy!,. Il a également enregistré un caméo comme hôte de Jeopardy! pour un épisode sur l'émission The Conners (en).

### Controverse
Au cours des années 2020, Aaron Rodgers fait parler de lui en se faisant régulièrement le porte-voix de fausses informations et de contenu conspirationniste,,,,.

## Actions humanitaires et caritatives
Rodgers est le fondateur, et avec David Gruber, co-créateur de itsAaron avec pour mission de « sensibiliser les organisations et les personnes qui changent le monde ».
Il est également un partisan du MACC Fund, de RAISE Hope for Congo et d’autres efforts humanitaires et caritatifs. Dans un épisode de Celebrity Jeopardy du 12 mai 2015, il recueille 50 000 $ pour le MACC Fund en triomphant de l'astronaute Mark Kelly et du membre du panel Shark Tank et entrepreneur Kevin O'Leary pour remporter les fonds,.